# Western Provident Association
Western Provident Association (WPA) es una firma privada de seguros médicos sin fines de lucro con sede en Taunton, Somerset, Inglaterra. Su filial, WPA Protocol Plc, administra fideicomisos corporativos de atención médica.

## Historia
En 1901, un grupo de trabajadores fundó el Fondo contributivo del Hospital Voluntario de Lectura Work People para cubrir los costos de la atención médica de sus miembros. En 1939, se fusionó con el Fondo del Hospital de Bristol, y en 1949 pasó a llamarse Western Provident Association (WPA). En 1992, WPA se mudó de Bristol a un edificio especialmente diseñado en Taunton, Somerset.

### Coseguro
La WPA fue descrita por la Organización Mundial de la Salud como líder en el desarrollo de pólizas de coseguro o "responsabilidad compartida", en las que el paciente paga una parte de la responsabilidad hasta un límite acordado..

### WPA Vs. Norwich Unión Healthcare
En 1997, el personal de la Unión de Norwich afirmó falsamente por correo electrónico que WPA era insolvente. WPA demandó por difamación. Norwich Union se disculpó ante el Tribunal Superior y pagó £ 450,000 en daños y costos para resolver el caso. Este fue un caso histórico porque fue la primera vez que el correo electrónico fue admitido como prueba en un tribunal británico.

### Medicamentos contra el cáncer y recarga del NHS
En 2007, WPA lanzó un nuevo plan de seguro que proporcionó una "recarga" de salud, complementando el tratamiento del NHS. La primera política, llamada mycancerdrugs, fue la primera de su tipo en el mundo y financió medicamentos contra el cáncer con licencia para su uso por la Agencia Europea de Medicamentos, pero no está disponible en el NHS, incluido Avastin.
Posteriormente, otras compañías de seguros han entrado en el mercado de recarga y se han criticado los productos del sindicato Unison, que declaró que los productos socavarían los valores del NHS y correrían el riesgo de crear un sistema de dos niveles en la atención médica..

## WPA Protocolo Plc
El Protocolo WPA administra fideicomisos corporativos de atención médica. Este es un acuerdo alternativo al seguro médico privado por el cual las compañías más grandes, definidas por Protocol como aquellas con 400 o más miembros, pueden usar la infraestructura de WPA para administrar su propia provisión de atención médica. Las empresas proporcionan los fondos de un fideicomiso y el Protocolo WPA proporciona literatura y líneas telefónicas a medida, así como personal, infraestructura y economías de escala..
A los fideicomisos no se les cobra el impuesto sobre la prima del seguro y se considera que el personal tiene más probabilidades de reclamar responsablemente de su propia compañía en lugar de una aseguradora. Se estima que el ahorro es del 7% en comparación con estar totalmente asegurado..

## WPA Healthcare Práctica Plc
WPA Healthcare Practice Plc es una subsidiaria de propiedad total de WPA, autorizada y regulada por la Financial Conduct Authority. Los Socios de atención médica (franquiciados), ya sea como comerciantes únicos o compañías limitadas, son Representantes designados de WPA Healthcare Practice Plc.
Los socios compran el modelo de franquicia Healthcare Practice: comercializan y distribuyen productos de seguro de salud de WPA en nombre de WPA. Healthcare Practice es el principal canal de distribución de WPA con responsabilidades para el nombramiento y el monitoreo de Healthcare Partners.
Healthcare Practice está formado por una red de socios de atención médica en todo el Reino Unido. Los socios de atención médica son la cara local de WPA en su comunidad y solo asesoran sobre los productos y servicios de WPA.